# بيمبيرفيل
بيمبيرفيل، أوهايو

بيمبيرفيل (بالإنجليزية: Pemberville)‏ هي مدينة أمريكية تقع في ولاية أوهايو. تبلغ مساحة هذه المدينة 2.9 (كم²)،ويبلغ عدد سكانها 1365 نسمة حسب إحصاء سنة 2010 م 1365.تشير إحصاءات سنة 2000م بأن الكثافة السكانية في هذه المدينة تقدر بـ(475.9) نسمة/كم2 

## التركيبة السكانية
قام مكتب تعداد الولايات المتحدة بتحديد بيانات التركيبة السكانية لبيمبيرفيلفي تعداد الولايات المتحدة. في ما يلي، التركيبة السكانية حسب تعدادي 2000 و2010.

### تعداد عام 2000
بلغ عدد سكان بيمبيرفيل 1,365 نسمة بحسب تعداد عام 2000، وبلغ عدد الأسر 541 أسرة وعدد العائلات 374 عائلة مقيمة في القرية. في حين سجلت الكثافة السكانية 1,232.7 نسمة لكل ميل مربع (475.9/كم2). وبلغ عدد الوحدات السكنية 560 وحدة بمتوسط كثافة قدره 505.7 نسمة لكل ميل مربع (195.3/كم2).
وتوزع التركيب العرقي للقرية بنسبة 95.68% من البيض و 0.29% من الأمريكيين الأصليين و 1.39% من عرقين مختلطين أو أكثر.
بلغ عدد الأسر 541 أسرة كانت نسبة 34.2% منها لديها أطفال تحت سن الثامنة عشر تعيش معهم، وبلغت نسبة الأزواج القاطنين مع بعضهم البعض 57.3% من أصل المجموع الكلي للأسر، ونسبة 8.7% من الأسر كان لديها معيلات من الإناث دون وجود شريك، وكانت نسبة 30.7% من غير العائلات. تألفت نسبة 27.7% من أصل جميع الأسر من أفراد ونسبة 13.9% كانوا يعيش معهم شخص وحيد يبلغ من العمر 65 عاماً فما فوق. وبلغ متوسط حجم الأسرة المعيشية 3.07، أما متوسط حجم العائلات فبلغ 2.52.
بلغ العمر الوسطي للسكان 38 عاماً. وكانت نسبة 27.0% من القاطنين تحت سن الثامنة عشر، وكانت نسبة 7.8% بين الثامنة عشر والأربعة وعشرون عاماً، ونسبة 27.9% كانت واقعةً في الفئة العمرية ما بين الخامسة والعشرون حتى والأربعة وأربعون عاماً، ونسبة 22.0% كانت ما بين الخامسة والأربعون حتى الرابعة والستون، ونسبة 15.2% كانت ضمن فئة الخامسة والستون عاماً فما فوق. يوجد لكل 100 أنثى 89.1 ذكر، ويوجد لكل 100 أنثى في الثامنة عشر من عمرها فما فوق 87.6 ذكر.
بلغ متوسط دخل الأسرة في القرية 50,938 دولار، أما متوسط دخل العائلة فبلغ 57,361 دولار. وكان متوسط دخل الذكور 40,050 دولار مقابل 26,944 دولار للإناث. وسجل دخل الفرد الخاص بالقرية 20,248 دولار. وكانت نسبة 2.1% من العائلات ونسبة 3.4% من السكان تحت خط الفقر، وكان من هؤلاء نسبة 2.8% تحت سن الثامنة عشر ونسبة 4.9% في الخامسة والستين من العمر وما فوق.

### تعداد عام 2010
بلغ عدد سكان بيمبيرفيل 1,371 نسمة بحسب تعداد عام 2010، وبلغ عدد الأسر 532 أسرة وعدد العائلات 373 عائلة مقيمة في القرية. في حين سجلت الكثافة السكانية 1,181.9 نسمة لكل ميل مربع (456.3/كم2). وبلغ عدد الوحدات السكنية 578 وحدة بمتوسط كثافة قدره 498.3 لكل ميل مربع (192.4/كم2).
وتوزع التركيب العرقي للقرية بنسبة 94.4% من البيض و 0.1% من الأمريكيين الأصليين و 0.2% من الأمريكيين ذوي الأصول الآسيوية و 0.1% من الأمريكيين الأفارقة و 1.2% من عرقين مختلطين أو أكثر.
بلغ عدد الأسر 532 أسرة كانت نسبة 35.5% منها لديها أطفال تحت سن الثامنة عشر تعيش معهم، وبلغت نسبة الأزواج القاطنين مع بعضهم البعض 55.5% من أصل المجموع الكلي للأسر، ونسبة 9.8% من الأسر كان لديها معيلات من الإناث دون وجود شريك، بينما كانت نسبة 4.9% من الأسر لديها معيلون من الذكور دون وجود شريكة وكانت نسبة 29.9% من غير العائلات. تألفت نسبة 24.8% من أصل جميع الأسر من أفراد ونسبة 11.8% كانوا يعيش معهم شخص وحيد يبلغ من العمر 65 عاماً فما فوق. وبلغ متوسط حجم الأسرة المعيشية 3.05، أما متوسط حجم العائلات فبلغ 2.58.
بلغ العمر الوسطي للسكان 39.6 عاماً. وكانت نسبة 27.1% من القاطنين تحت سن الثامنة عشر، وكانت نسبة 6.8% بين الثامنة عشر والأربعة وعشرون عاماً، ونسبة 22.7% كانت واقعةً في الفئة العمرية ما بين الخامسة والعشرون حتى والأربعة وأربعون عاماً، ونسبة 27.6% كانت ما بين الخامسة والأربعون حتى الرابعة والستون، ونسبة 15.8% كانت ضمن فئة الخامسة والستون عاماً فما فوق. وتوزع التركيب الجنسي للسكان بنسبة 47.9% ذكور و52.1% إناث.